# بيتر (ممثل)
بيتر (باليابانية: 池畑 慎之介☆) هو راقص ومغني وممثل ياباني، ولد في 8 أغسطس 1952 في اليابان.

## أعمال

### أفلام
- (1985) ران

## وصلات خارجية
- بيتر على موقع IMDb (الإنجليزية)
- بيتر على موقع ميوزك برينز (الإنجليزية)
- بيتر على موقع ميوزك برينز (الإنجليزية)
- بيتر على موقع ديسكوغز (الإنجليزية)
- بيتر على موقع قاعدة بيانات الفيلم (الإنجليزية)
- بيتر على موقع ANN person (الإنجليزية)